# Христина Тахиау
Христина Георгиу Тахиау (на гръцки: Χριστίνα Γεωργίου Ταχιάου) е гръцка журналистка и политик, депутат от Реката.

## Биография
Родена е на 3 февруари 1966 година в македонския град Солун. На изборите от януари 2015 година е избрана за депутат от Реката. Кандидатира се и на изборите през август, но не е избрана. През юли 2019 година става говорител на министъра на електронното правителство Кириакос Пиеракакис.